# Iban Iriondo
Iban Iriondo Uranga (Zumaia, 1 mei 1984) is een Spaans wielrenner van Baskische afkomst. 
Iriondo begon zijn carrière in 2006 bij Euskaltel-Euskadi en heeft nog geen overwinningen of ereplaatsen op zijn naam staan.

## Resultaten in voornaamste wedstrijden
| Jaar | Gent-Wevelgem | Parijs-Roubaix |
| ---- | ------------- | -------------- |
| 2007 | 73e           | 63e            |